# اسلوپ هادسون ریور
اسلوپ هادسون ریور (به انگلیسی: Hudson River Sloop Clearwater) یک کشتی است که طول آن ۱۰۶ فوت (۳۲ متر) می‌باشد. این کشتی در سال ۱۹۶۹ ساخته شد.